# Zrínyi-kastély (Brod na Kupi)
A Zrínyi-kastély egy 17. századi főúri kastélyépület Horvátországban, Brod na Kupi településen. 

## Fekvése
A kastély a falu központjában, a főutcán, a plébániatemplom és a Kulpa hídja közelében található.

## Története
A stratégiai jelentőségű helyen először a Frangepánok építettek udvarházat. A birtokot Zrínyi Miklós 1557-ben, Frangepán István halálakor szerezte meg. A település lakossága a 16. század folyamán többször is szenvedett a Likából betörő török portyázóktól, így 1528-ban, 1578-ban és 1585-ben is. Emiatt lakossága menekülésre kényszerült. 1651-ben Zrínyi Péter a régi udvarház helyére új kastélyt építtetett, mely a védelmi funkció mellett palotaként is szolgált. 1670-ben a kastély közelében felépíttette a Mária Magdolna-templomot. A Wesselényi-összeesküvést követően 1670-ben a Zrínyi és Frangepán birtokok a királyi kamara igazgatása alá kerültek. Egy 1725 és 1727 között elhúzódó eljárás után Brodot a kamarától Perlas Rajmund gróf vásárolta meg. Fia Ferenc 1766-ban Grobnikkal és Ozallyal együtt Batthyányi Tódornak adta el. Tőle 1812-ben fia József Antal, majd 1828-ban fiai Gusztáv és Kázmér örökölték. 1848. december 28-án mint magyar párti főúr birtokát a grobniki és ozalyi uradalommal együtt a horvátok elvették, de Batthyány Gusztáv kérésére 1849 szeptemberében Josip Jelačić bán visszaadta. Batthyány Kázmér gróf Baranya vármegye főispánja 1849-ben Törökországba emigrált, majd onnan Párizsban telepedett le, ahol 1854-be halt meg. A Batthyányiak 1872-ig voltak birtokosai, amikor az uradalmat Turn-Taxis Viktor hercegnek adták el, akik Regensburgból igazgatták birtokaikat. 1928-ban itteni birtokukat a Horvát Sárkányrendnek ajándékozták, akik 1945-ig birtokolták.

## Mai állapota
A ma felújított Zrinski kastély négyszög alaprajzú háromszintes épület, ahol a földszint megtartotta eredeti eredeti formáját. A kastély földszintjét egy földalatti folyosó köti össze a Kupica folyóval és egy közeli barlanggal. A felújítás után a kastélyban található a Helytörténeti múzeum, a Zrínyiekről és Frangepánokról szóló kiállítással. 2012-ben a kastélyban vadászati, erdészeti és horgászati állandó kiállítás nyílt meg, melyet 2014-ben a a Rijeka Természettudományi Múzeumba helyeztek át. A kiállítást különös tekintettel a kastély történetére, az uralkodókra és Brod na Kupi történetére rendezték be. Egy része a Gorski Kotar területéhez tematikuson kapcsolódó alkalmi kiállításokból áll.